# Адлер, Жюль
Жюль Адлер (фр. Jules Adler; 8 июля 1865, Люксёй-ле-Бен, Франш-Конте — 11 июня 1952, Ножан-сюр-Марн) — французский художник.

## Биография
Сын еврея — торговца тканями. В 1882 году переехал в Париж со своей семьей. Учился первоначально в Высшей национальной школе декоративного искусства, позже в парижской Школе изящных искусств. Одновременно с 1883 года учился в Академии Жюлиана.

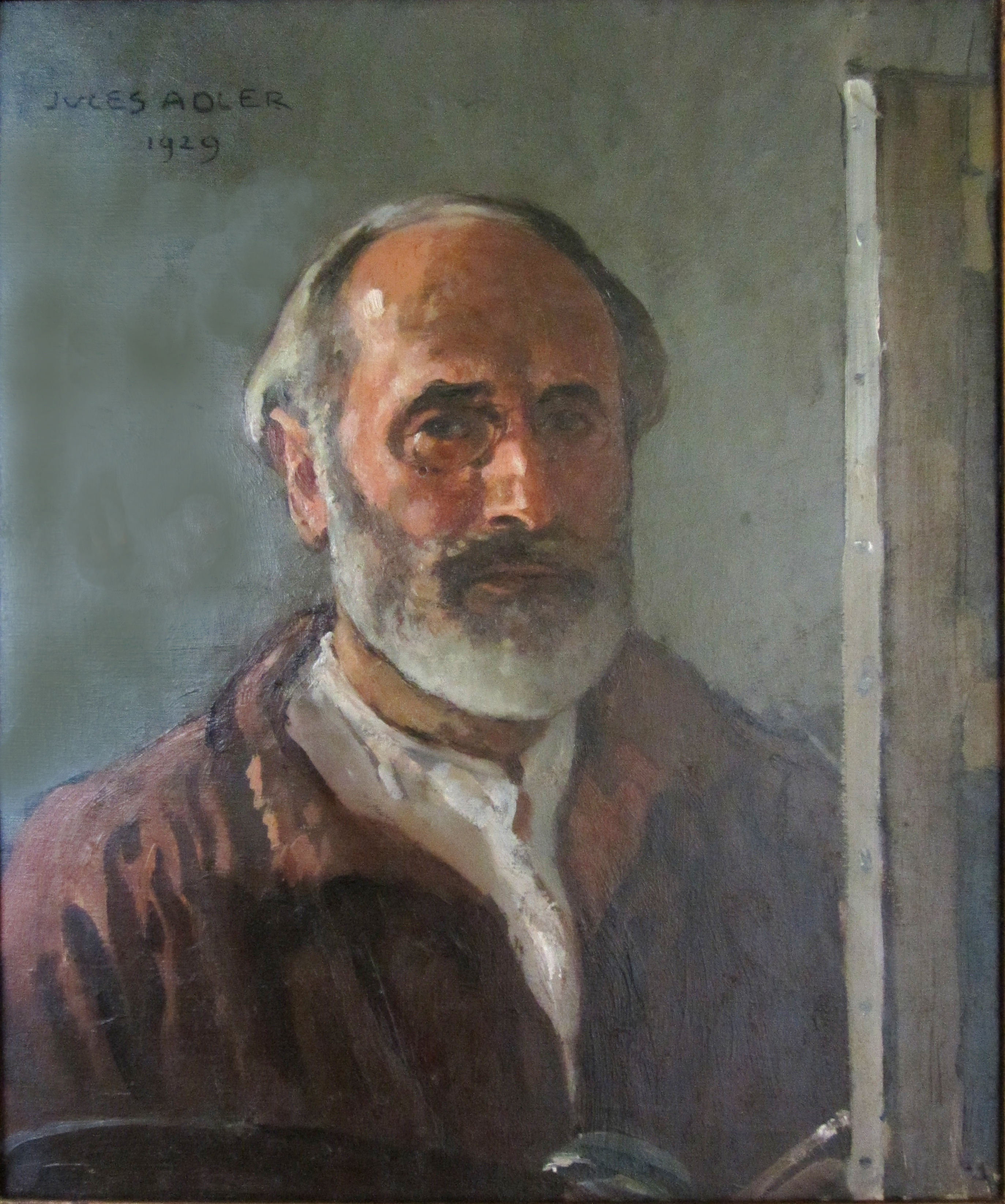
Автопортрет. 1929

Ученик Бугро, Робера-Флёри и Даньяна-Бувре, Жюль Адлер принадлежал к числу немногих художников, оставшихся верными социалистическим тенденциям в живописи; благодаря тому, что он умеет подчинить их красочному замыслу, тенденции эти не идут в ущерб чисто художественным достоинствам его произведений.
В 1888 году дебютировал в парижском Салоне со своим полотном «Мизер». Завоевал несколько медалей Салона, принимал участие во многих художественных выставках. В 1903 году был в числе организаторов Осеннего салона. С 1914 по 1918 год организовал столовую для помощи художникам на площади Пигаль, где подавались несколько тысяч блюд и предлагалась одежда бедным художникам. В 1914 году руководил художественной миссией в Вердене (Маас) и привозил туда рисунки, эскизы и фотографии. В 1928 году был назначен профессором изящных искусств в Париже.
Во время Второй мировой войны был арестован за то, что гулял в местах, запрещённых для евреев, но избежал депортации. Похоронен на кладбище Сен-Венсан в парижском квартале Монмартр.

## Творчество
Наиболее известные картины Адлера, изображающие жизнь рабочего населения Парижа, бретонских крестьян и рыбаков, отличаются реализмом и глубокой симпатией к изображаемому им классу. Художественный критик Луи Воксель называл Адлера «le peintre des humbles» — «живописцем обездоленных»; для его творчества характерны темы труда, трудящихся, забастовок и т. п.
Многие из полотен художника приобретены различными картинными галереями и музеями (две его картины хранятся в Люксембургском музее, две — в Малом дворце Парижа). Значительное число их находится в общественных коллекциях Безансона, Авиньона, Нью-Йорка, Будапешта и Варшавы.

### Избранные полотна
- «Забастовка в Крезо» (1900),
- «La descente du faubourg» (1905),
- «Devant la cuisine des pauvres» (1906).

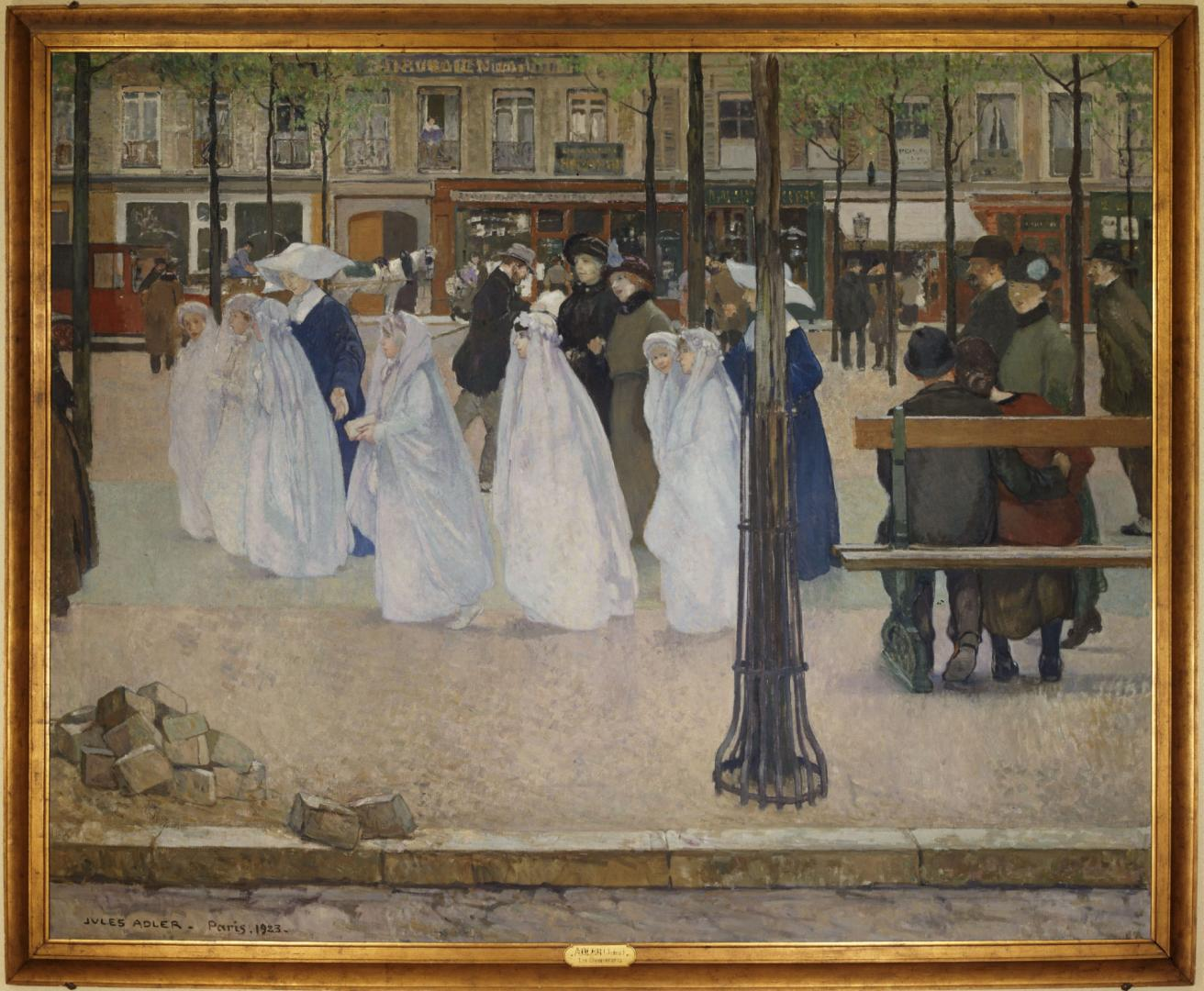
Парижская весна
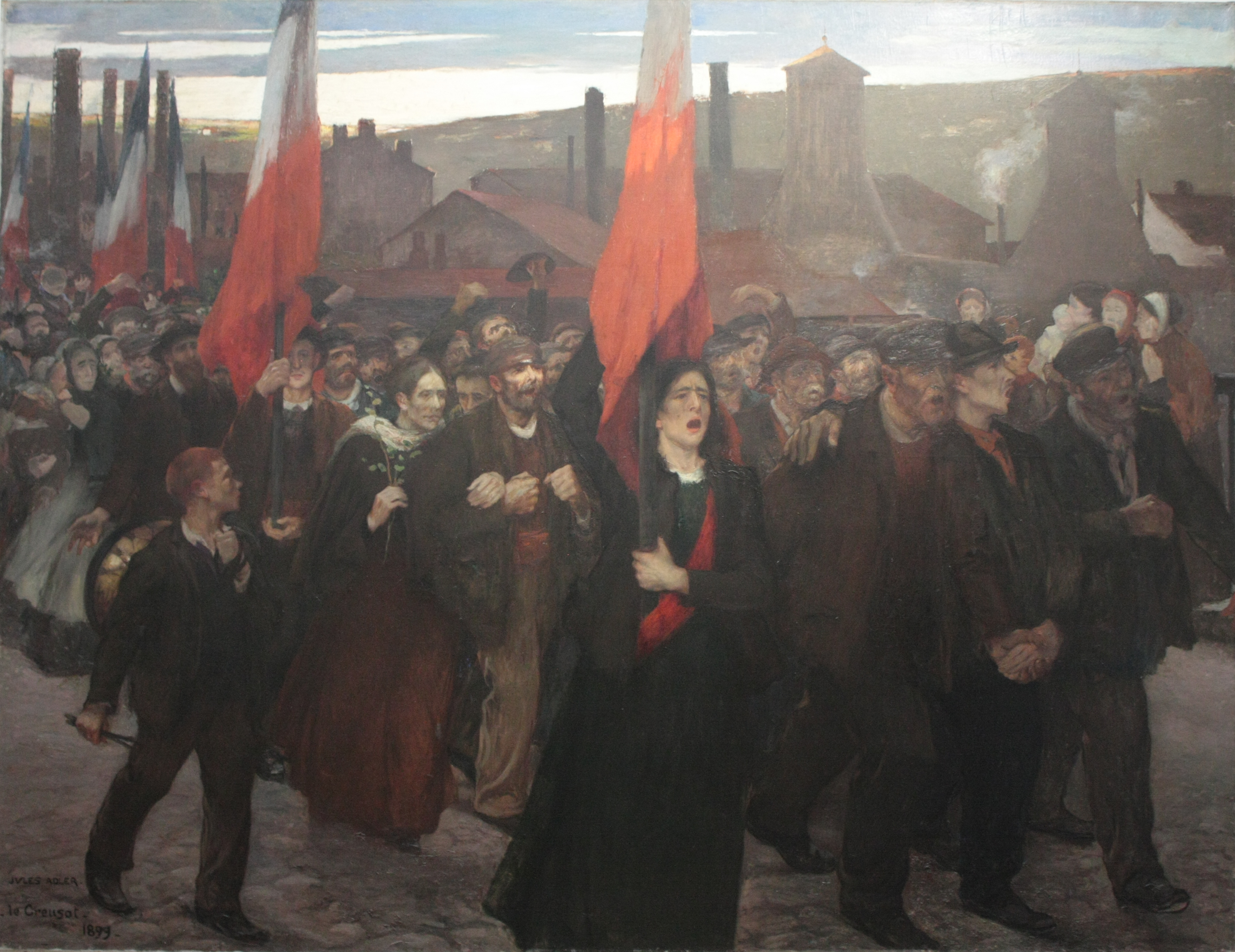
Забастовка в Крезо
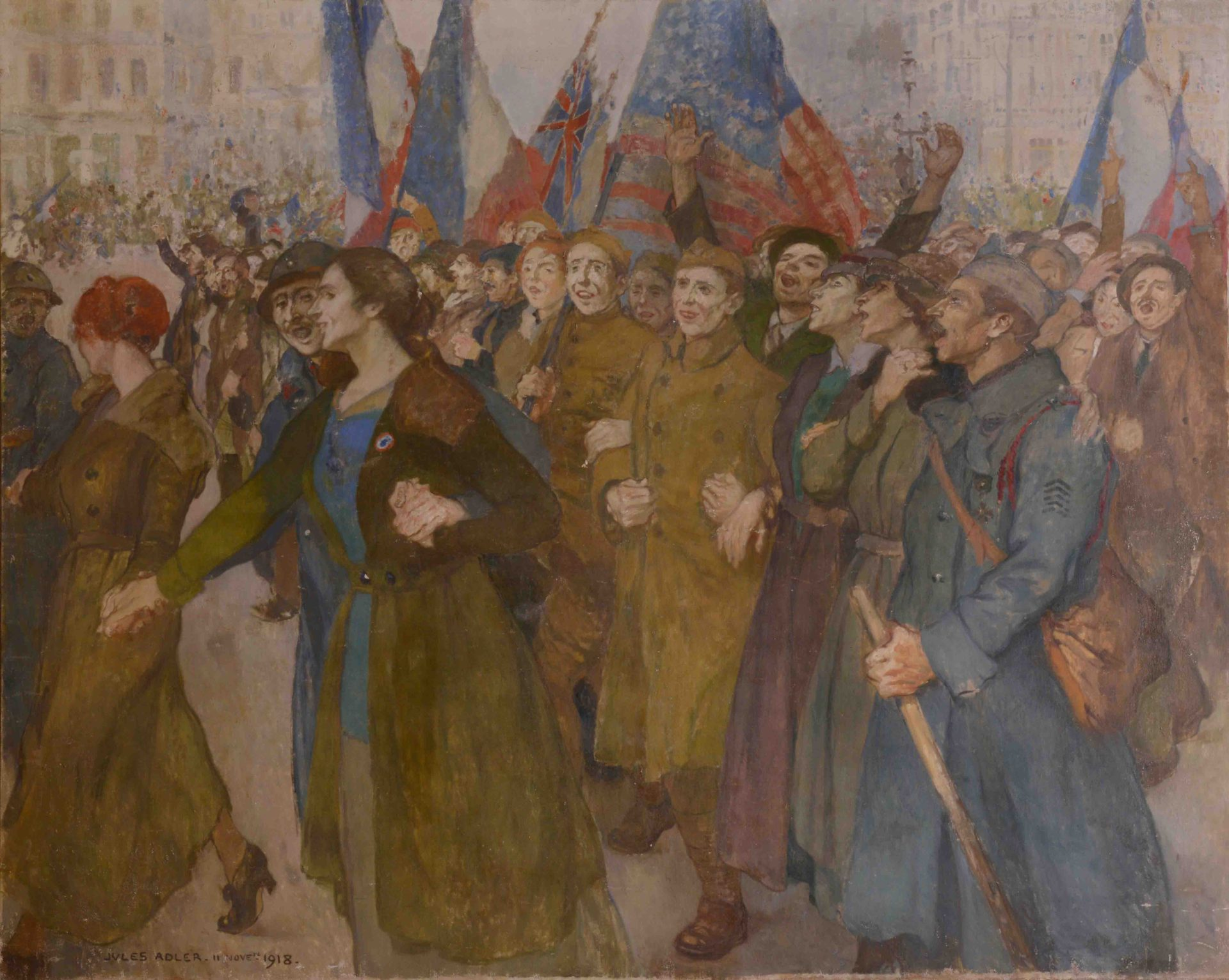
Перемирие 1918 года
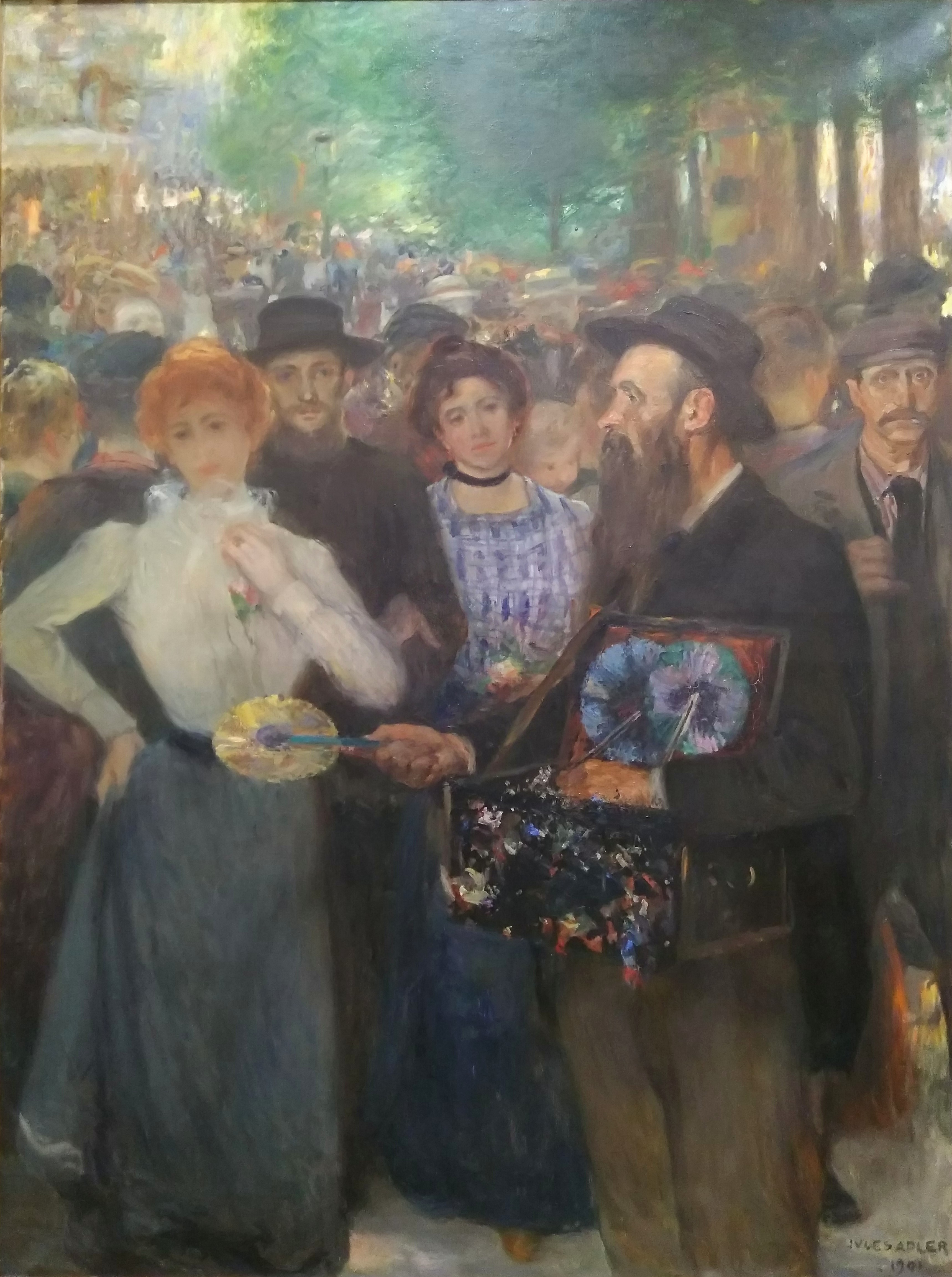
Парижане
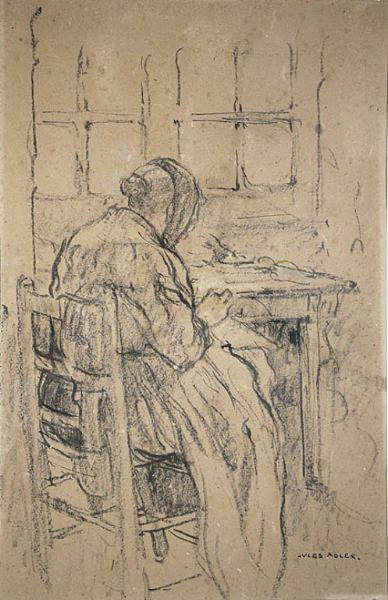
Вышивальщица
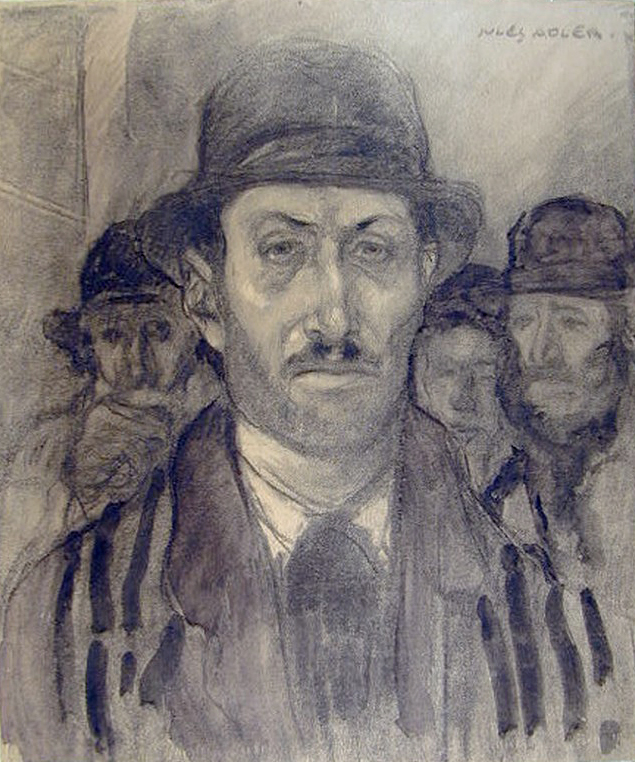
Мужской портрет